# Harpactea gennargentu
Harpactea gennargentu là một loài nhện trong họ Dysderidae.
Loài này thuộc chi Harpactea. Harpactea gennargentu được Jörg Wunderlich miêu tả năm 1995.